# El amor es una mujer gorda
El amor es una mujer gorda és una pel·lícula coproducció de l'Argentina i Països Baixos filmada en blanc i negre dirigida per Alejandro Agresti segons el seu propi guió que es va estrenar el 2 de juny de 1988 i que va tenir com a principals intèrprets a Elio Marchi, Sergio Poves Campos, Carlos Roffe i Mario Luciani.
És la primera pel·lícula de Agresti estrenada comercialment ja que si bé la seva òpera El hombre que ganó la razón, també coproducció amb Holanda, va ser filmada en 1984 no va ser estrenada en el circuit comercial.

## Sinopsi
Un periodista es nega a abandonar la recerca sobre la seva esposa desapareguda, fins i tot després que les autoritats ho fan, i això el margina de la societat.

## Repartiment
| Actor                  | Personatge   |
| ---------------------- | ------------ |
| Elio Marchi            | José         |
| Sergio Poves Campos    | Caferata     |
| Carlos Roffe           | Cap          |
| Mario Luciani          | Pres         |
| Enrique Morales        | Quique       |
| Harry Havilio          | Comerciant   |
| Stella Fabrizzi        | Mujer        |
| Tito Haas              | Desempleat   |
| Christian Cardozo      | Nen          |
| Federico Peralta Ramos | Poeta        |
| Theodor Mc Nabey       | estatunidenc |
| Norma Graziosi         | Mestra       |
| Sergio Lerer           | Capellà      |
| Ernesto Ciliberti      |              |
| Silvana Silveri        |              |
| José Glusman           |              |
| Walter Balzarini       |              |

## Comentaris
Víctor Hugo Ghitta en La Nación va opinar:
| « | «Film aclaparadorament amarg, sobre la solitud dels afectes.» | » |

Aníbal M. Vinelli a Clarín va dir:
| « | «Amb la imaginació d'un Roberto Arlt...sentit dramàtic i anotacions d'humor.» | » |

El Cronista Comercial va dir:
| « | «Film nacional que enorgulleix...El desacord en aventura visual.» | » |

Manrupe i Portela escriuen:
| « | «Àcid retrat d'un moment i un drama no tancat: la Llei del Punt Final. Amb tocs d'humor irònic, la trama se segueix amb interès i gran amargor en aquesta estimable i prestigiosa pel·lícula d'autor, d'estètica impecable.» | » |

## Premis
Va rebre el premi al millor nou director al Festival Internacional de Cinema de Sant Sebastià 1987.